# Étude statistique de l'astrologie
 (septembre 2022).
Améliorez-le ou discutez des points à vérifier. 
L'étude statistique de l'astrologie cherche à déterminer si une corrélation peut être observée entre les phénomènes étudiés traditionnellement par l'astrologie (planètes, Lune/satellite, signes, domification, aspects, transits…) et des évènements objectifs dans la psychologie ou la destinée humaine. 
Ces recherches, qui tentent d'établir à travers la méthode expérimentale la validité de l'astrologie, ont parfois été jusqu'à revendiquer un statut d'astrologie scientifique mais elles sont généralement perçues comme une démarche pseudo-scientifique.

## Historique

### Premiers pas de Choisnard
Paul Choisnard, polytechnicien français, officier de l’armée formé aux statistiques, effectue les premières études statistiques sur l’astrologie au début du XXe siècle et présente des conclusions qui seraient favorables à la doctrine astrologique au travers d’une enquête sur près de 1 000 personnes ayant obtenu une réputation et chez lesquels il noterait une fréquence anormalement élevée de la présence de Jupiter à la position appelée Milieu du Ciel. Il pose ainsi les bases de l'étude statistique de l'astrologie, mais ne prend pas en compte les biais astronomiques, démographiques et sociologiques dans ses calculs et tire souvent de fausses conclusions. Selon Michel Gauquelin, Paul Choisnard n'a pas pris en compte le fait qu'un écart statistique apparemment significatif observé peut être tout simplement dû à la « loi des écarts ».
Le « fait » de Paul Choisnard est ténu, sa méthode incomplète et ses résultats contestables, mais ces travaux ouvrent la voie à une étude de l'astrologie par les statistiques, assimilée à une "astrologie scientifique" qui se distingue des pratiques divinatoires et prédictives. En effet, selon les tenants de "l'astrologie scientifique", l'astrologie doit bénéficier du processus constant de rectification des concepts et des théories que s'impose l'esprit scientifique alors qu'au contraire, « les secrets de l'astrologie ancienne ont été perdus »  selon les partisans de l'astrologie traditionnelle, laquelle est par essence divinatoire. La démarche de Paul Choisnard est poursuivie en France par Léon Lasson dans les années 1920 et 1930 et s’étend en Allemagne. Ce sont des ingénieurs qui se penchent outre-Rhin sur la question et les échecs sont fréquents, comme l’étude exposée par Hans Ritter sur 2 230 naissances de musiciens qui ne révèle aucune corrélation absolue pour la composition musicale .
Le suisse Karl Ernst Krafft (de), reprenant l’idée, s’investit dans la recherche (70 000 naissances étudiées) mais avec la particularité de se soustraire des présupposés de la tradition astrologique pour n’en garder que les principes fondamentaux. Michel Gauquelin a fortement critiqué les travaux de Karl Ernst Krafft. Michel Gauquelin a également critiqué les enquêtes faites par C. C. Zain (en) et The Church of Light de Los Angeles, par D. Bradley aux États-Unis et par Herbert Freiherr von Kloeckler en Allemagne en affirmant qu'elles n'étaient « pas réellement scientifiques ».

### Apport de Gauquelin

Effet Mars: Distribution de Mars dans le ciel de naissance d'athlètes, d'après Gauquelin.

Un psychologue français, Michel Gauquelin, travaillant avec sa femme Françoise Gauquelin (1929-2007), reprend les travaux de Choisnard en les critiquant et en les corrigeant dans les années 1940. Il cherche à éviter les biais statistiques en prenant ses dates de naissance dans des publications "externes" n'ayant rien à voir avec l'astrologie (exemple : l'Index biographique des académiciens de médecine 1820-1939). Il publie dans les années 1950 et 1960 les premiers résultats de ses propres travaux d’où il tirerait une corrélation entre la position de Mars dans le ciel et une population de sportifs. Il ravive ainsi le débat en publiant ses résultats sur l’Effet Mars, qui voudrait que les sportifs aient une fréquence plus élevée que la moyenne de présence de Mars dans certains secteurs du ciel. Très critiqué, son « Effet Mars » fait l’objet de plusieurs vérifications scientifiques controversées jusqu’à la fin du XXe siècle.
Michel Gauquelin, en collaborant aux vérifications de ses travaux avec des organismes scientifiques rationalistes et sceptiques, tirera de son expérience, des corrections de ses études et des règles fiables pour étudier scientifiquement l’astrologie. Il affermit les bases posées par Choisnard et fait école. Mais il se présente en homme de science et affirme ne pas défendre l'astrologie ! Au contraire, à part son Effet Mars, tous ses travaux pointent vers une inexistence statistique des facteurs techniques de l'astrologie savante. Voici des citations de Michel Gauquelin tirées de son livre Le dossier des influences cosmiques:
- « On ne trouve pas de grains d'or astrologiques dans les signes du Zodiaque » (page 231)
- « Dans cette enquête, comme dans toutes celles que nous avons menées sur les aspects, tout se passe au hasard comme si leur influence n'existait pas » (page 233)
- « En annexant le mouvement diurne des planètes au domaine des influences astrales possibles et en insistant sur le rôle de l'axe horizon-méridien, l'astrologie a eu, une fois encore, l'intuition de quelque chose. Mais sous sa forme traditionnelle, la roulette astrologique maisons, pas plus que les deux précédentes, ne permet de martingale horoscopique » (page 237).

Avec l'« Effet Mars », c'est la communauté scientifique qui développe la controverse au travers de vérifications menées par des organismes qui luttent contre les pseudo-sciences et les superstitions. Les vérifications aboutissent à des conclusions controversées à la fin des années 1980. Ainsi, Ph. Zarka et F. Biraud, chercheurs à l'Observatoire de Paris, critiquent les expériences de Michel Gauquelin, en raison de leurs biais expérimentaux qui conduisent, selon eux, à la production d'artefacts statistiques[Lesquels ?].
Les travaux de Michel Gauquelin ont ouvert la voie à une vérification scientifique des principes soutenus par l'astrologie. La démarche se développe en France principalement autour du "RAMS" (Recherche en astrologie par des moyens scientifiques ) et de André Barbault, et plus récemment, de Hervé Delboy et Didier Castille. La recherche de nouveaux « effets » n’arrive pas à lever entièrement le doute des biais à caractères sociologiques, culturels, héréditaires et autres. Ces recherches se sont aussi étendues aux États-Unis, en Italie, en Allemagne… [réf. souhaitée]

## Apports de Sachs et Castille

### Le dossier astrologie par Gunther Sachs
En l'an 2000 paraît le livre de Gunter Sachs, Le dossier Astrologie qui étudie en dix domaines existentiels (mariages, divorces, célibat, maladies, suicides, études, professions, conduite automobile, délits, intérêt pour l'astrologie) à partir de millions de données analysées (d'universités, d'administrations, d'assureurs, d'éditeurs) si les natifs des différents signes du zodiaque (du zodiaque tropical) ont des comportements différents. Tous les écarts importants, face aux chiffres attendus, ne se laissant pas expliquer par le principe du hasard sont indiqués comme significatifs. Le test d'indépendance du khi deux démontre des écarts nettement significatifs pour neuf analyses sur dix. L'hypothèse selon laquelle ces différences procèdent du hasard peut être exclue à la probabilité d'erreur au plus égale à 1 sur 1 million selon l'Institut statistique de l'université Ludwig-Maximilian de Munich qui a vérifié ces travaux.
Cependant, selon MM. Von eye, Lösel et Mayzer, le livre de M. Sachs contiendrait un lot d'erreurs méthodologiques qui infirment certaines de ses conclusions sur les liens entre signes solaires et criminalité.

### Les études de Castille
Dans les années 2000, Didier Castille, statisticien, mène une étude sur une population de plusieurs millions de Français à partir de statistiques de l’Insee d’où il tire une corrélation entre dates de naissance et dates de décès des individus qui n'a pas été controversée, mais qui n'a pas été publiée, à ce jour, dans une revue scientifique à comité de lecture. L'auteur remarque lui-même que la corrélation obtenue pourrait s'expliquer, par exemple, par un taux de suicides plus grand le jour des anniversaires ou, plus simplement, par des accidents de voitures dus à des anniversaires trop arrosés. En somme, que des facteurs non liés aux astres mais bien reliés à la date de naissance, pourraient expliquer les corrélations mises en lumière.
Didier Castille, dans l'ouvrage de M. Sachs, a également analysé 6 498 320 mariages célébrés en France entre 1976 et 1997 et a calculé la différence entre le nombre de mariages théoriques entre deux signes et leurs nombres réels. Par exemple, Les hommes Taureau représentent 8.963 % de l'ensemble des époux et les femmes Lion 8.441 % des épouses. La valeur théorique attendue pour cette combinaison est 0.08963 × 0.08441 × 6498320 = 49 162 mariages. La valeur réelle est de 48 519 mariages soit 643 de moins que la valeur théorique. De cette manière, on remarque que tous les mariages contractés entre personnes du même signe sont plus fréquents qu'en théorie. Ex. : 39 097 mariages entre scorpions contre 37 816 attendus, soit +1281 ou +3.39 %. Ce sont des écarts statistiquement très significatifs selon le test du khi-deux. 
Il est également intéressant de constater que les mariages entre personnes de signe identique sont les seules combinaisons à présenter des écarts positifs très significatifs. Il n'y a que 3 écarts très significatifs négatifs : Hommes Vierge/Femmes Bélier (45 944 mariages contre 46 577 attendus en théorie, soit -633), homme Taureau/Femme Lion (48 519 mariages contre 49 162 attendus) et hommes Gémeaux/Femme Poisson (47 471 mariages contre 48 106 attendus).
Remarque suivant cette étude :
"Après avoir approfondi ces cas particuliers, nous nous sommes aperçus que, bizarrement, les couples de personnes nées exactement le même jour sont beaucoup plus nombreux que ce à quoi on aurait pu s'attendre. Sachant que dans un cas sur dix environ, les époux sont nés la même année (681 802 mariages, précisément), nous en avons déduit le nombre théorique des mariages de personnes nées le même jour. Il est de 1 867 mariages (681 802/365) alors que le nombre réel est de 6 417 mariages." Soit 3.4 fois plus.
La conclusion de M. Castille : « Parmi les 144 combinaisons possibles, 24 ont montré des écarts significatifs. C'est avec un risque d'erreur d'au plus un milliardième que l'intervention du hasard est exclue de ces résultats ». 

## Bilan de l'astrologie statistique

### Pas de causalité prouvée
Le problème fondamental de l'approche statistique tient dans la nature même de la matière et de ses postulats. Pour obtenir des résultats statistiquement significatifs, c'est-à-dire qui auraient peu de chance de survenir par hasard, il faut disposer d'un échantillon de grande taille et poser au préalable l'hypothèse à tester. Le problème de la majorité des études est que leur auteur, fort probablement de bonne foi, voulait trouver « quelque chose », or si la probabilité de trouver un résultat est infime si une hypothèse est définie, il est par contre très probable que l'échantillon aura au moins une caractéristique inhabituelle puisque cela revient à tester une infinité d'hypothèses.
Aujourd’hui, les résultats d'expériences visant à démontrer la validité de l’interprétation des thèmes astraux par des astrologues ou des ordinateurs sont nuls. Il manque à l'astrologie l'observation formelle d'un éventuel « fait astrologique ». L'Effet Mars de Gauquelin a ouvert la voie de recherche d'un tel phénomène.
À ce jour, aucune cause connue ne saurait être établie entre la position et le mouvement des astres et les évènements terrestres. Si l’identification d’une causalité devient une préoccupation des partisans d’une recherche en astrologie par des moyens scientifiques, à l’aune de nos connaissances actuelles, les recherches observent et discutent d’effets réputés sans cause connue.

### Résultats de recherche
Les chercheurs de ce domaine, qui ont revendiqué des résultats positifs alimentent ce débat, se posant souvent à la fois comme victimes de l'hostilité scientifique et pourfendeurs de l'obscurantisme astrologique traditionnel.
Pour ce qui est du fond, ce domaine n'a produit en un siècle d'existence que peu d'études. Les données statistiques sont assez difficile à collecter (dates, heures et lieux de naissance d'un échantillon de population « représentatif ») par rapport à un sujet d'investigation qui ne reçoit aucun financement public. Ces études sont par ailleurs très contestées. Sur le plan statistique, les analyses de corrélations sur des dates et heures de naissances contiennent de nombreux biais potentiels, généralement mal maîtrisés. Les critères de sélection de l'échantillonnage sont souvent subjectifs et facilement contestables. Enfin, l'appréciation de l'effet à mesurer (souvent un succès professionnel ou un trait psychologique) n'est pas toujours facile à caractériser.

### Statut universitaire de la connaissance
Les résultats des recherches en astrologie par des moyens scientifiques semblent avoir affecté la société civile qui ré-introduirait petitement l’astrologie, non pas comme science, mais comme une discipline méritant une forme nouvelle d’attention. Ainsi l’ouvrage « Astrologie » de la collection « Que sais-je ? » des éditions PUF, initialement rédigé par un astronome ouvertement hostile à l’astrologie, a été remplacé par un ouvrage de Mme Suzel Fuzeau-Braech, fondatrice du RAMS, pour changer à nouveau en 2005. Après 300 ans d’absence dans les universités, quatre actions universitaires dans le monde ayant trait à l'astrologie viennent de voir le jour, comme l’indique Jean Dommanget du Comité Para dans son article, regrettant un intérêt croissant des universités pour l'astrologie, notamment en France, en Inde, en Autriche et aux États-Unis.

### Influence sur l'astrologie
Le XXe siècle restera le siècle de l’entrée de la démarche scientifique dans l’astrologie. Cette approche, même si elle n’est pas reconnue par l’ensemble des astrologues, aura considérablement fait avancer la discipline en épurant sa doctrine, grâce au développement d’arguments contradictoires à caractère astronomique, sociologique ou démographique.
Les réactions d'astrologues à cette approche sont mitigées. Certains revendiquent les indices positifs parfois obtenus comme des « preuves de l'astrologie tout en soulignant que l'approche statistique ne peut que noyer dans la masse le contenu nuancé et personnalisé d'une analyse astrologique « réelle ». Selon d'autres astrologues issus de courants variés (astrologie conditionaliste, astrologie dite globale de Claire Santagostini, astrologie symboliste de Solange de Mailly Nesle pour laquelle tout symbole est porteur de sens multiples...), des résultats statistiques positifs ne pourraient donner qu'une image très réductrice de l'astrologie, alors que des résultats négatifs ne remettent pas en cause leur façon de concevoir leur discipline.